# EN 1125

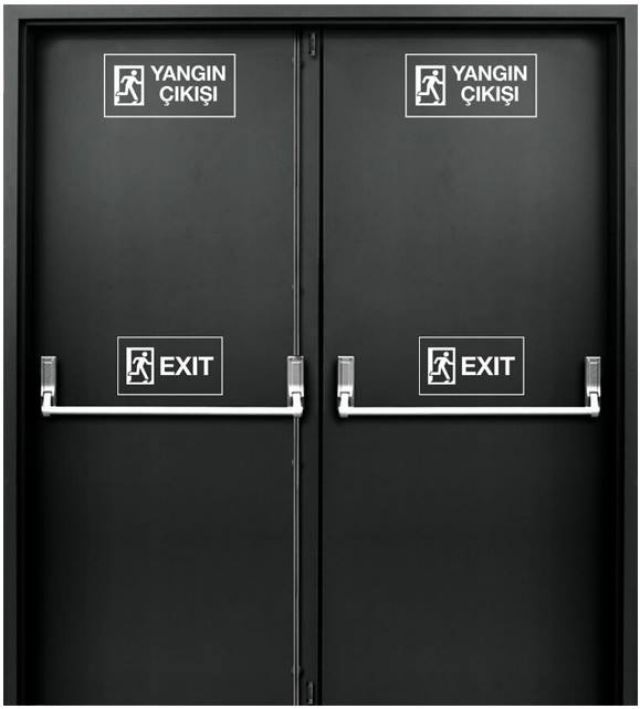
Türen mit horizontaler Betätigungsstange

Die Norm EN 1125 beschreibt Paniktürverschlüsse mit horizontaler Betätigungsstange für Türen in Rettungswegen.
Beschläge an Türen von Flucht- und Rettungswegen sollen ein leichtes Öffnen im Notfall gewährleisten, unabhängig davon, ob die Türen z. B. durch das Abschließen verriegelt oder aus Brand- oder Rauchschutzgründen mittels Schlossfalle nur ins Schließblech eingerastet sind. Ist beispielsweise eine Tür von außen abgeschlossen worden, muss sie sich auch jederzeit von Innen in Fluchtrichtung nur mit einer einfachen Handbewegung öffnen lassen.
Die EN 1125 hat besondere Relevanz, da sie prinzipiell das Optimum für einen Flucht- und Rettungswegbeschlag darstellt, da die verschlossene Tür durch die einfache Druck-Belastung auf den Türbeschlag (Panikstange) geöffnet wird. Werden Beschläge nach EN 1125 verwendet, so ist das Entstehen einer Panik nahezu ausgeschlossen. Es müssen dann auch keine anderen Richtlinien über die Auslegung des Beschlages in Betracht gezogen werden. Bei Anwendung der anderen Beschlagnorm EN 179 ist eine Gefährdungs- bzw. Risikobeurteilung über die Verwendbarkeit durchzuführen.
Die EN 1125 beschreibt Beschläge, die mit einer horizontal über das Türblatt verlaufenden, sich zwischen zwei Schwenkhebeln befindenden Griffstange oder einer Druckstange betätigt werden. Die eingesetzte Verschlussmechanik, wie beispielsweise das Schloss, ist Bestandteil des Beschlages. Bedingung ist, dass der Drehtürflügel in Fluchtrichtung öffnet.
EN 179 definiert ebenfalls Anlagen für derartige Türverschlüsse, bei denen eine Kenntnis u. a. der Örtlichkeiten gegeben ist. Die EN 13637 definiert elektrische Verriegelungen, die dennoch die Flucht ermöglichen.

## Weitere Normen für Türen in Fluchtwegen

### EN 179 (Beschläge mit Türdrücker o.ä.)
Die EN 179 beschreibt Beschläge, die mit einem Türdrücker (Türklinke), einem wie ein Türdrücker ausgeführten Schwenkhebel oder einer Stoßplatte betätigt werden. Die eingesetzte Verschlussmechanik, wie beispielsweise das Schloss, ist Bestandteil des Beschlages. Diese Beschläge können nur dort eingesetzt werden, wo durch andere Bedingungen sichergestellt ist, dass eine Panik nicht entstehen kann.

### EN 13637 (elektrische Verriegelung von Türen)
Anstelle der ursprünglich vorgesehenen 2 Normen (EN 13633 und 13637) für elektrische Verriegelungen von Türen in Fluchtwegen, gilt seit 2015 die gemeinsame EN 13637. Dabei sind grundsätzlich mehrere Arten bzw. Anwendungen möglich:
1. Die Tür wird nur durch einen Beschlag nach EN 13637 elektrisch verriegelt.
2. Die Tür verfügt über einen Notausgangsverschluss nach EN 179 und es wird entweder dieser Verschluss elektrisch verriegelt, oder (was die Regel ist) die Tür wird unabhängig vom Verschluss elektrisch verriegelt.
3. Die Tür verfügt über einen Paniktürverschluss nach EN 1125 und es wird entweder dieser Verschluss verriegelt, oder die Tür wird unabhängig davon elektrisch verriegelt.

Grundsätzlich arbeiten alle Verriegelungen nach EN 13637 nach dem Ruhestromprinzip, d. h. bei Stromunterbrechung (beabsichtigt) oder bei Stromausfall (nicht beabsichtigt) entfällt sofort die elektrische Verriegelung, die Fluchttür kann geöffnet werden.
Ein System nach EN 13637 besteht aus zumindest aus folgenden Elementen (einzeln oder in Kombination):
- Auslöseelement zur Freigabe der elektrischen Verriegelung (Not-auf-Knopf)
- Elektrische Verriegelung zum Sichern der Fluchttür (elektr. Flucht-Türöffner oder Elektro-Haftmagnet oder Verriegelung des Verschlusses nach EN 179 bzw. EN 1125)
- elektrische Steuerung für Versorgung, Anschluss und Steuerung der elektrischen Verriegelung und des Auslöse-Elements.

Zusätzlich definiert die EN 13637 aber auch spezielle Erweiterungen wie z. B. Zeitverzögerung oder sogar die komplette Sperre, die bei bestimmten Einsatzbereichen nötig sein könnten.
Diese Europäische Norm definiert den Stand der Technik und gilt. Allerdings ist sie derzeit noch nicht ins Baurecht übergeführt. Daher bleibt (nur) in Deutschland vorerst noch die seit 1988 bestehende Richtlinie über die elektrische Verriegelungen von Türen in Rettungswegen (EltVTR) in Kraft. Wobei das Wort Rettungswege irritierend ist, da Fluchtwege gemeint sind.
Die EN 13637 beschreibt sehr ausführlich Anforderungen und Prüfverfahren für Verschlüsse an Drehflügeltüren bei Fluchtwegen.

## Harmonisierung der Normen
Für die Harmonisierung ist das Datum der Veröffentlichung im Europäischen Amtsblatt maßgeblich. Teilweise werden auch Übergangsfristen gewährt.
- EN 179:2008, Schlösser und Baubeschläge – Notausgangsverschlüsse mit Drücker oder Stoßplatte für Türen in Rettungswegen – Anforderungen und Prüfverfahren

Bereits harmonisiert
- EN 1125:2008 Schlösser und Baubeschläge – Paniktürverschlüsse mit horizontaler Betätigungsstange für Türen in Rettungswegen – Anforderungen und Prüfverfahren

Bereits harmonisiert
- EN 13637:2015 Schlösser und Baubeschläge – Elektrisch gesteuerte Fluchttüranlagen für Türen in Fluchtwegen – Anforderungen und Prüfverfahren